# تندر استوایی
تندر استوایی (انگلیسی: Tropic Thunder) فیلمی در ژانر هجو به کارگردانی بن استیلر است که در سال ۲۰۰۸ منتشر شد.

## خلاصه
ماجرای فیلم مربوط به چند دسته بازیگر است که به جنگل‌های استوایی می‌روند تا در نقشی که در آینده به آنان داده می‌شود تمرین کنند...

## بازیگران
- بن استیلر
- رابرت داونی جونیور
- جک بلک
- جی باروشل
- براندن تی. جکسون
- نیک نولتی
- استیو کوگان
- دنی مک‌براید
- متیو مک‌کانهی
- تام کروز
- بیل هیدر
- آلیسیا سیلورستون
- کریستین تیلور
- جیسون بیتمن
- جنیفر لاو هیوت
- جان ویت
- مارتین لارنس
- توبی مگوایر
- تایرا بنکس